# Vinita Terrace (Misuri)
Vinita Terrace es una villa ubicada en el condado de San Luis en el estado estadounidense de Misuri. En el Censo de 2010 tenía una población de 277 habitantes y una densidad poblacional de 1.843,97 personas por km².

## Geografía
Vinita Terrace se encuentra ubicada en las coordenadas 38°41′6″N 90°19′47″O / 38.68500, -90.32972. Según la Oficina del Censo de los Estados Unidos, Vinita Terrace tiene una superficie total de 0.15 km², de la cual 0.15 km² corresponden a tierra firme y (0%) 0 km² es agua.

## Demografía
Según el censo de 2010, había 277 personas residiendo en Vinita Terrace. La densidad de población era de 1.843,97 hab./km². De los 277 habitantes, Vinita Terrace estaba compuesto por el 22.74% blancos, el 72.92% eran afroamericanos, el 0% eran amerindios, el 0.36% eran asiáticos, el 0% eran isleños del Pacífico, el 0.36% eran de otras razas y el 3.61% pertenecían a dos o más razas. Del total de la población el 1.08% eran hispanos o latinos de cualquier raza.